# Leon Przyłuski
Leon Michael Przyłuski, född den 10 maj 1789 i Strzeszynku, död den 12 mars 1865 i Poznań, var katolsk ärkebiskop av Poznań och Gniezno samt primas av Polen och Litauen.

## Studier och kyrklig karriär
Przyłuski studerade vid fakulteten och seminariet i Poznań. Han studerade 1811–1813 vidare vid universitetet i Breslau, där han avlade doktorsexamen i teologi. År 1814 återvände han till Poznań, där han prästvigdes den 14 juni. År 1817 blev han kyrkoherde i byn Tarnowo Podgórne ett par mil utanför Poznań. Sex år senare, 1823, förflyttades han till Śrem. Strax därefter åkte han till Rom för att studera och återvände sedan till Poznań där han blev en nära medarbetare till ärkebiskop Marcin Dunin. Efter dennes död 1842 kom Przyłuski att få administrativt ansvar för stiftet, alltjämt under kyrkoherdetitel, innan han 1844 valdes och den 27 april 1845 vigdes till biskop av biskop Jan Kanty Dąbrowski. Han förblev ärkebiskop över Gniezno och Poznań samt primas av Polen och Litauen till sin död den 12 mars 1865. Han begravdes i katedralen i Poznań.

## Kyrkligt eftermäle
Przyłuski är ihågkommen som en ärkebiskop som internt stärkte kyrkan inom de stift han ansvarade för. Vid 1800-talets mitt hade dessa stift vakanser på 140 prästtjänster och 1845–1846 studerade endast 32 teologer vid seminariet i Poznań. Ärkebiskopens lyckades på tio år trefaldiga detta antal. Han arbetade också för att öka kyrkans hjälpverksamhet bland behövande.
Przyłuski lyckades rädda kyrkor som de preussiska myndigheterna ville riva för att de var mycket nedgångna. Biskopen rustade dock upp kyrkorna. Två kyrkor som därmed fortfarande finns kvar är 1400-talskyrkorna Kościół Najświętszej Maryi Panny In Summo och Kościół Bożego Ciała.

## Politiskt engagemang
Przyłuski fick till en början kritik för att han var alltför flat gentemot den preussiska överhögheten. Han fördömde i en proklamation den storpolska revolten 1846. Han förde en linje av åtskillnad mellan kyrka och stat och tillät inte sina präster att delta i det parlamentariska livet. Därtill var han motståndare till väpnade lösningar. Hans inställning förändrades dock och han kom alltmer öppet att stödja de storpolska initiativen. Han ledde den kommitté som 1848 krävde självständighet från Preussen. Från 1862 började kyrkans ledning försöka få bort Przyłuski från hans post och 1865 utsågs han till kardinal och skulle flytta till Rom. Han hann dock gå bort innan han hunnit tillträda.